# Langues gallo-romanes
La notion de gallo-roman utilisée pour désigner une langue romane ou un groupe de langues romanes, est tirée du concept historico-géographique de gallo-romain qui se réfère originellement à la civilisation propre à la Gaule romanisée. Cependant, pour la linguistique moderne, l'aire d'extension du gallo-roman est nettement plus restreinte que le cadre géographique des Gaules.

## Définition politique obsolète

L'aire géographique des langues autrefois considérées comme gallo-romanes.

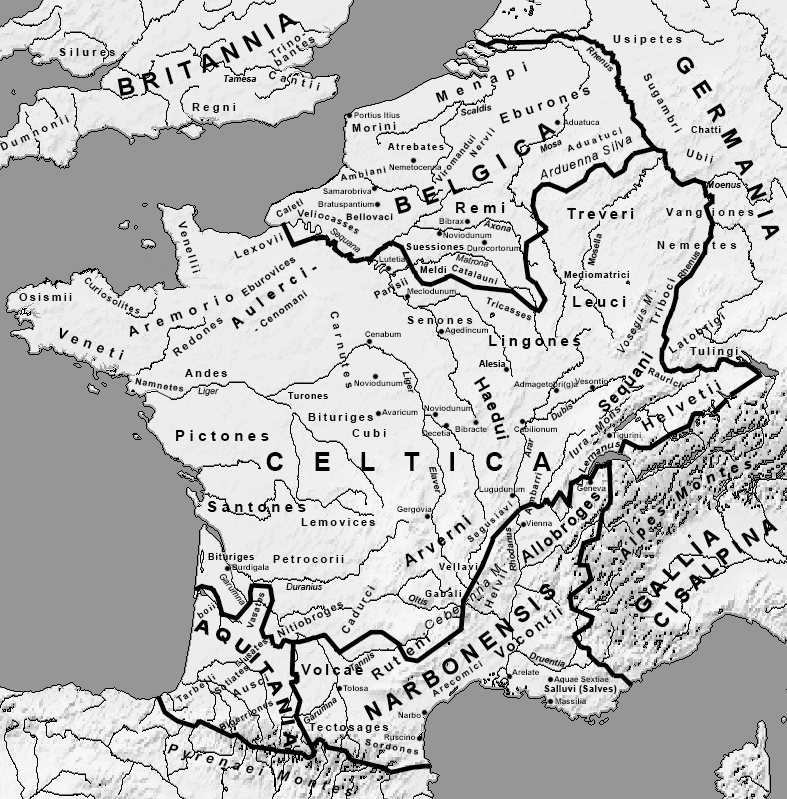
Carte des Gaules: provinces romaines et les peuples proto-basques, celtes et germaniques à la fin du Ier siècle av. J-C.

Les langues gallo-romanes étaient une catégorie de la classification traditionnelle des langues romanes. Il s'agit des langues issues du latin populaire, après plusieurs siècles d'évolutions sémantiques, de mutations phonétiques et lexicales, dans un cadre géographique qui comprend la majeure partie du territoire appelé autrefois les Gaules. La zone géographique correspondait à peu près à la France métropolitaine, à la Belgique, au Luxembourg, au Nord de l'Italie et à une partie des Pays-Bas, de l'Allemagne et de la Suisse. 
Dans ce sens influencé par le concept d'État-nation, le gallo-roman regroupait :
- les langues d'oïl (français)
- le francoprovençal
- le groupe gallo-italique
- le groupe occitano-roman (dont le diasystème occitan-catalan)
- le groupe rhéto-roman
- différents sociolectes en rapport avec ces langues

Certains préfèrent aujourd'hui regrouper les traits géolinguistiques que partagent ces langues pour identifier une branche occidentale des langues romanes.

## Définition de la linguistique moderne
D'un point de vue strictement linguistique, le gallo-roman ne comprend que le français (inclus dans le diasystème des langues d'oïl) et le francoprovençal. L'aire de diffusion du gallo-roman est située plus au nord que celle des autres langues romanes. Il est caractérisé par sa précocité au sein de la Romania, liée vraisemblablement à une plus forte influence du germanique sur le latin populaire dans les territoires voisins des zones, où l'on parlait le germanique. Cette influence est notable dans le lexique, la phonétique et, dans une moindre mesure toutefois, dans la syntaxe.
La classification de la linguistique moderne se présente donc ainsi :
- Gallo-roman (stricto sensu)
  - langues d'oïl dont le français
  - francoprovençal

Au sud-ouest, les dialectes occitans et catalans sont classés comme langues occitano-romanes. Au sud-est, les langues du nord de l'Italie (ex: piémontais) et de sa bordure (ex: romanche) sont classées dans les langues gallo-italiques et rhéto-romanes.

## Comparaisons lexicales
Les numéraux en différentes varietés gallo-romanes sont :
| NUMÉRAL | Langues d'oïl   | Langues d'oïl     | Langues d'oïl   | Langues d'oïl     | Langues d'oïl    | Langues d'oïl                           | francoprovençal                       |
| NUMÉRAL | Français        | Tourangeau        | Mainiot         | Normand           | Picard           | Wallon                                  | francoprovençal                       |
| ------- | --------------- | ----------------- | --------------- | ----------------- | ---------------- | --------------------------------------- | ------------------------------------- |
| '1'     | œ̃ / yn un / une | ɶ̃ / œ̃n eun / eune | ɶ̃ / yn un / une | ɶ̃ / øn eun / eune | ɛ̃ / ɛ̃n un / unne | õ / ɔn ou ən / õk on / one ou ene / onk | jɔ̃ / jɔna yon / yona                  |
| '2'     | dø deux         | dœʲ deus          | du doux         | dø deus           | dø deus          | dø deus                                 | du / dwe ou dve dos / doues ou douves |
| '3'     | tʁwa trois      | treʲ trais        | trɛ trais       | tʁɛ treis         | tʁwɛ troés       | tʀwe troes                              | tʀaj treis                            |
| '4'     | katʁ quatre     | kat quat'e        | kat(ʀ) quatre   | kat quat'e        | kat quate        | kʷat qwate                              | ka:tʀo quatro                         |
| '5'     | sɛ̃k cinq        | sɛ̃ŋ cing          | sɛ̃k cinq        | ʃɛ̃k chinq         | ʃɛ̃k chinc        | sẽk cinq                                | sɛ̃ cinq                               |
| '6'     | sis six         | si six            | si six          | si six            | sis              | ʃiʃ shijh                               | si / sji / sje sièx                   |
| '7'     | sɛt sept        | sjat siept        | sɛt sept        | sɛt sept          | sɛt sèt          | sɛt sèt                                 | se sept                               |
| '8'     | ɥit huit        | œt heut           | øt heut         | ɥit huit          | ɥit uit          | yt ût                                   | wi / we / ɥi oit                      |
| '9'     | nœf neuf        | nœ neu'           | nuf nouf        | nø neu'           | nø neu           | nuf nouf                                | no nof                                |
| '10'    | dis dix         | di dix            | di dix          | di dix            | dis              | diʒ dijh                                | di / dji / dje diex                   |

## Groupes de transition

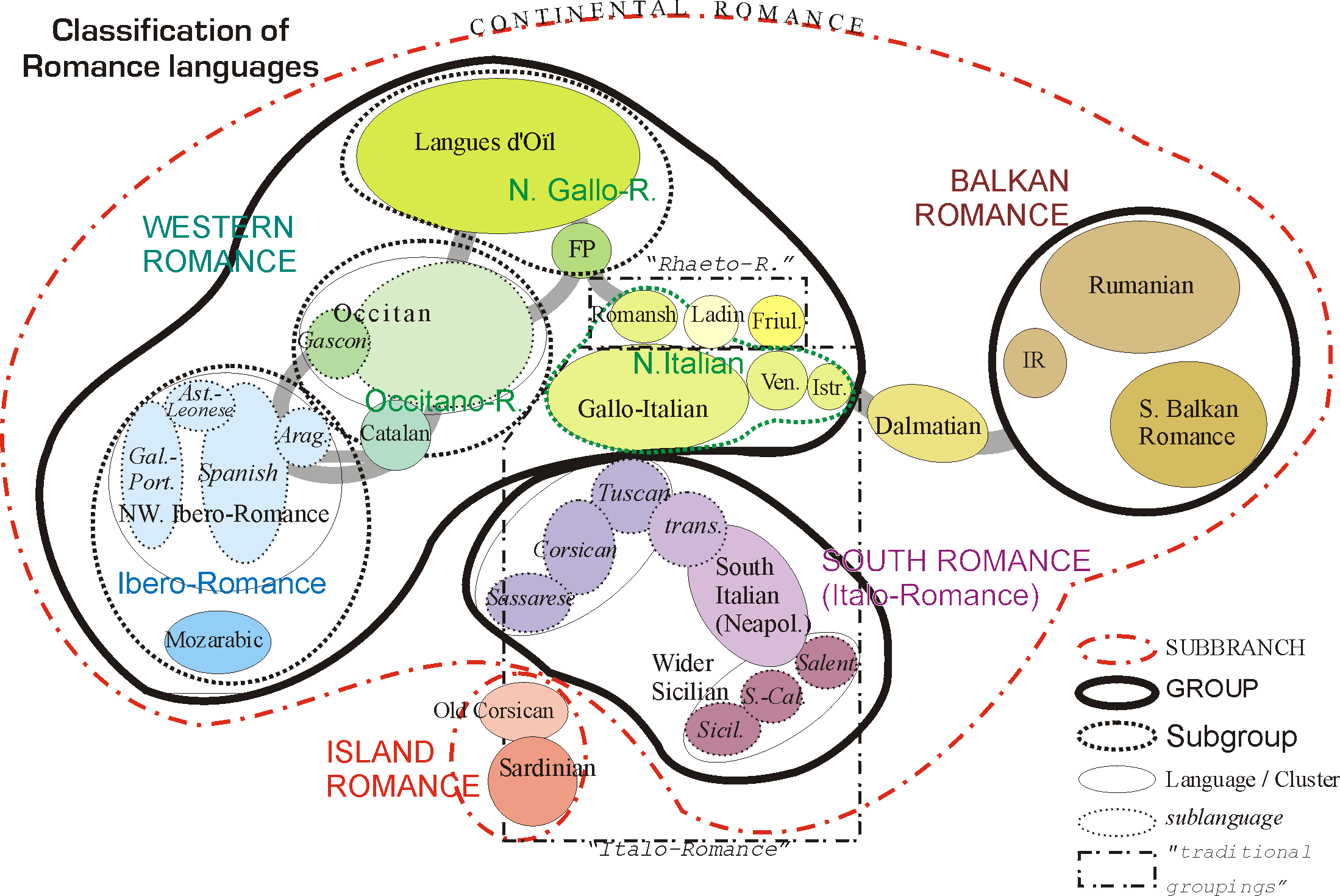
Le groupe gallo-roman (langues d'oïl et francoprovençal (FP)) apparait différencié des langues romanes qui lui étaient autrefois rattachées.

Dans une classification plus nuancée, décrite initialement par le linguiste Pierre Bec, les langues gallo-romanes comprennent un sous-groupe strictement gallo-roman et des sous-groupes de transition.
- Transition entre langues gallo-romanes et langues ibéro-romanes
  - Le groupe occitano-roman, traditionnellement dénommé gallo-roman méridional, possède des caractères transitionnels entre le gallo-roman et l'ibéro-roman.
    - occitan:
      - nord-occitan (limousin, auvergnat)
      - occitan moyen (languedocien, provençal)
      - gascon

    - catalan

  - aragonais
- Transition entre langues gallo-romanes et italo-romanes
  - Italien septentrional aussi appelé nord-italien ou padan.
    - Gallo-italien
      - émilien-romagnol
      - gallo-italique de Basilicate
      - gallo-italique de Sicile
      - ligure
      - lombard
      - piémontais

    - vénitien
    - istriote

  - Groupe rhéto-frioulan
    - romanche
    - ladin
    - frioulan